# فابيولا موراليس
فابيولا موراليس هي سياسية من بيرو وعضوة في الكونجرس تمثل بيورا للفترة 2006-2011. انتخبت موراليس في ظل الوحدة الوطنية التي ينتمي اليها حزب التضامن الوطني. خسرت مقعدها في انتخابات 2011 عندما ترشحت لإعادة انتخابها، لكنها حصلت على أقلية من الأصوات.

## الخلافات
اشتهرت بنشاطها المستمر كـ «قزم» من أجل مهاجمة العمدة ليما السابقة سوزانا فيلاران، والتي تلقت منها انتقادات أكثر من الثناء. كما اكتسبت صورة عامة سلبية بسبب فضائح الفساد الكبرى، فضلاً عن التعليقات المعادية للمثليين والتمييز ضد المعاقين. كما كانت أحد كوقعي ميثاق مدريد.